# Vizurești, Dâmbovița
Vizurești este un sat în comuna Ciocănești din județul Dâmbovița, Muntenia, România.
La sfârșitul secolului al XIX-lea, satul era reședința comunei Vizurești, formate din el și din satele Priseaca și Ghimpați, comună aflată în plasa Ialomița a județului Dâmbovița și având 1297 de locuitori. Aici funcționau o moară cu apă și două biserici.
În 1925, comuna Vizurești era în plasa Ghergani a aceluiași județ, având în componență satele Ghimpați și Vizurești, cu 1390 de locuitori.
În 1950, ea a fost inclusă în raionul Răcari din regiunea București și, înainte de 1968, a fost desființată, iar satul ei de reședință a fost inclus în comuna Ciocănești.